# Philippe Grimbert
Philippe Grimbert (Parigi, 1948) è uno scrittore e psicanalista francese.

## Biografia
Dopo gli studi di psicologia a Nanterre, terminati nel maggio del 1968, è stato in analisi da un lacaniano per una decina d'anni, quindi ha aperto un suo studio di psicoanalisi. Lavora anche presso due istituti medico-educativi, ad Asnières e a Saint-Cloud, con adolescenti autistici e psicotici.
Appassionato di musica, ha pubblicato i saggi: Psychanalyse de la chanson (Belles Lettres, 1996), Pas de fumée sans Freud (Armand Colin, 1999), Evitez le divan: petit manual à l'usage de ceux qui tiennent à leurs symptômes (Hachette littérature, 2001) e Chantons sous la psy (Hachette littérature, 2002). È anche autore di due romanzi pubblicati nelle Éditions Grasset, La Petite Robe de Paul (2001) e Un secret (2004). Quest'ultimo si presenta come un viaggio ai confini dei territori segreti dell'infanzia: Philippe Grimbert vi svela i segreti che i suoi stessi genitori hanno cercato di nascondergli sulla loro famiglia. È stato premiato con il prix Goncourt des lycéens nel 2004 e il premio delle lettrici di Elle nel 2005. In Italia è stato pubblicato da Bompiani nel 2005 con il titolo Un segreto.
Il cognome era originariamente Grinberg, ma la "n" e la "g" rivelavano troppo le origini ebraiche e, durante la Seconda guerra mondiale, il padre lo fece cambiare in Grimbert. Suo fratello maggiore, Simon, morì all'età di otto anni, durante la Seconda Guerra Mondiale, ad Auschwitz in una camera a gas, dopo che la madre, Hannah, morta con lui, aveva mostrato i loro veri documenti ad un poliziotto nazista con l'intenzione di morire, per aver scoperto che suo marito era innamorato della cognata. Philippe Grimbert ha una figlia di nome Rose.

### Saggi
Psychanalyse de la chanson
1. Paris: les Belles lettres: Archimbaud, 1996, 338 p. (L'inconscient à l'oeuvre; 2). ISBN 2-251-74301-4
2. Paris: Hachette littératures, 2004, 338 p. (Pluriel: psychanalyse). ISBN 2-01-279089-5

Pas de fumée sans Freud : psychanalyse du fumeur
1. Paris: A. Colin, 1999, 240 p. (Renouveaux en psychanalyse). ISBN 2-200-25108-4
2. Paris: Hachette littératures, 2002, 238 p. (Pluriel: psychanalyse).

Évitez le divan : petit manuel à l'usage de ceux qui tiennent à leurs symptômes
1. Paris: Hachette littératures, 2001, 189 p. ISBN 2-01-235576-5

Chantons sous la psy
1. Paris: Hachette Littératures, 2002, 171 p. Bibliogr. p. 165. Discogr. p. 167-170. ISBN 2-01-235600-1

### Romanzi
La Petite robe de Paul
1. Paris: B. Grasset, 2001, 177 p. ISBN 2-246-62111-9
2. Paris: le Grand livre du mois, 2001, 177 p. ISBN 2-7028-6624-7
3. Paris: Librairie générale française, 2004, 155 p. (Le livre de poche; 30045). ISBN 2-253-06819-5
4. [Éd. en gros caractères]. Le Mans: Éd. Libra diffusio, 2005, 122 p. ISBN 2-84492-165-5

Un secret (titolo originario: Cimetière des chiens) - Prix Goncourt des lycéens 2004 - Premio delle Lettrici di Elle 2005
1. Paris: B. Grasset, 2004, 191 p. ISBN 2-246-67011-X
2. Paris: le Grand livre du mois, 2004, 191 p. ISBN 2-7028-9601-4
3. Paris: France loisirs, 2005, 151 p. ISBN 2-7441-7865-9
4. Éd. en gros caractères. Versailles: Feryane, 2005, 230 p. (Roman). ISBN 2-84011-633-2
5. Paris: Librairie générale française, 2006, 184 p. (Le livre de poche; 30563). ISBN 2-253-11718-8. ISBN 978-2-253-11718-6
6. Paris: B. Grasset, 2007, 191 p. ISBN 978-2-246-67012-4

### Filmografia
- 2007: adattamento cinematografico del romanzo Un secret di Claude Miller, con Cécile de France, Patrick Bruel.